# Sous-district de Seidnaya
Le sous-district de Seidnaya est un sous-district du district d'Al-Tall, en Syrie. Il a pour capitale Seidnaya.